# 45度線分析

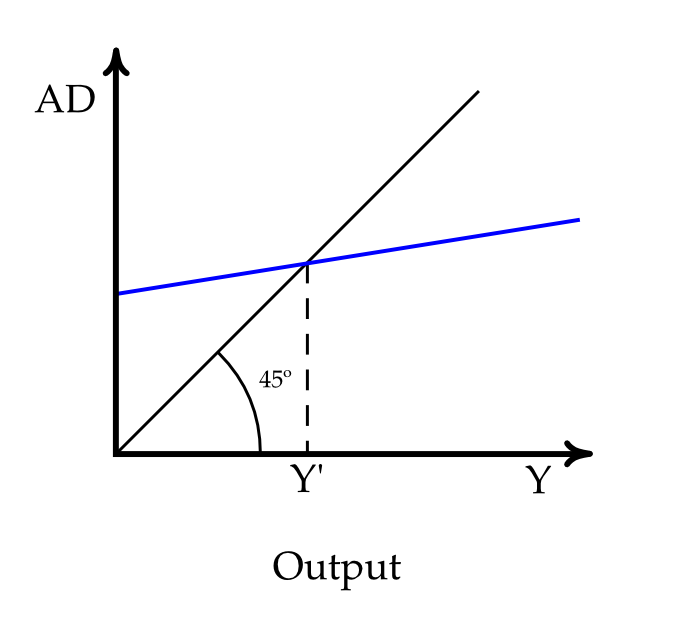
図 1:縦軸は総需要（AD）、横軸は生産量（output）。上図のように45度線を取る。青い線は総需要曲線である。45度線と総需要曲線の交点で経済は均衡する。交点の左側では総需要が生産量を上回っており、これをインフレギャップと言う。交点の右側では生産量が総需要を上回っており、これをデフレギャップと言う。インフレギャップやデフレギャップのようなギャップは産出量ギャップと呼ばれる。

経済学において、45度線分析（英: 45-degree line diagram）、あるいはケインズの交差図（英: Keynesian cross diagram）とは45度線を用いて一国の経済を分析するものである。ケインズ経済学の基本的な考えを示す非常に単純なモデルであり、マクロ経済学において1930年代から40年代のケインズ以来長期間に渡って利用されてきた。マクロ経済の短期の調整プロセスの基礎的部分とおおまかな調整結果を知るのに有用なツールである。

## 概要
45度線分析は「財市場」における需要と供給から経済を分析するものである。分析に貨幣市場を加えたものをIS-LM分析、貨幣市場と労働市場を加えたものをAD-AS分析と呼ぶ。45度線分析では、まず45度の傾きを持つ直線を引く(図 1参照)。この直線を45度線と呼ぶが、45度線は、縦軸の総需要（{\displaystyle AD}）、横軸の生産量（もしくは国民所得、{\displaystyle Y}）の2軸の値が等しくなるようなあらゆる点を示す直線である。すなわち{\displaystyle AD=Y}となるような組み合わせであり、総需要と生産量（総供給）が等しくなるようなあらゆる点を示す直線である。図 1の青い線は総需要曲線{\displaystyle AD}であり、次のように表される。
{\displaystyle AD=C+G+I+X-M}
ただし、
- {\displaystyle C}：消費
- {\displaystyle G}：政府支出
- {\displaystyle I}：投資
- {\displaystyle X}：輸出
- {\displaystyle M}：輸入

この総需要曲線と45度線の交点で国民所得が決定されるのである。なお、このケインジアンモデルは短期のモデルであり、財市場のみを考慮するモデルであることから利子と物価は定数であるという仮定を置く。すなわち、企業は産出量ギャップに対して価格調整でなく数量調整を行う。この前提のもとでは、45度線と総需要曲線の交点の左側では総需要が生産量を上回っているため、企業はより多くの財を生産する。45度線と総需要曲線の交点の右側では、生産量が総需要を上回っており、企業は財の生産を減らそうとする。そのため、このグラフで表される経済は45度線と総需要曲線の交点に向かって動く。交点における所得は財市場を均衡させる国民所得であることから均衡国民所得という。

## 有効需要の原理
この45度線分析の背景にあるのは「総需要が総供給および国民所得を決定する」という有効需要の原理である。有効需要とは、図 1における45度線と総需要曲線の交点における総需要である。この45度線と総需要曲線の交点を均衡点とよぶが、均衡点において次のことが成り立つ。
{\displaystyle Y^{*}\equiv D^{*}=D}
ただし、Y*は均衡国民所得、D*は有効需要、Dは総需要。均衡国民所得と有効需要は均衡点において恒等的に等しく、これは総需要と等しい。
このようなケインズモデルの分析において、総需要（および総需要曲線）は事前の（ex ante）支出のみによって構成されている。事前の（計画された）総需要は均衡達成後（あるいは事後の、ex post）の総需要とほぼ変わらない一方で、価格調整の働かない短期を前提にすれば、事前の総供給は実際に総需要と均衡するまでに数量の調整を行わなければならない。例えば、企業家たちは総需要が大きくなるという予測がたてば（利益最大化のために）それに応じて生産および在庫を増やすだろうし、逆に総需要が小さくなるという予測がたてば（損失最小化のために）それに応じて生産および在庫を減らすだろう。生産を増やすのであれば、その分だけ雇用が増大し、景気は上昇するし、生産を減らすのであれば、その分だけ雇用が減少し、景気は悪化する。すなわち、事前の（計画された）総供給は必ずしも総需要とは一致せず、総供給は総需要に応じて（短期においては）数量調整により決定されるというのが有効需要の原理であり、45度線分析はそれを端的に表している。

## 三面等価の原則
三面等価の原則とは、生産面・分配面・支出面の３つの視点それぞれどれから見ても国民所得（あるいは総生産）は同じ値になることを示すものである。上述の概念は三面等価の原則からも説明できる。総需要をAD、総供給をAS、国民所得をYとすると、三面等価の原則より以下が成り立つ。
{\displaystyle AS=Y}
総需要は
{\displaystyle AD=C+G+I+X-M}
三面等価の原則よりAD=ASなので
{\displaystyle Y=C+G+I+X-M}

## 消費関数
先述のように、総需要曲線{\displaystyle AD}は、次のように表される。
{\displaystyle AD=C+G+I+X-M}
ここでAD=Y（国民所得）とすると
{\displaystyle Y=C+G+I+X-M}
このとき、C（消費）は次のように決定される。
{\displaystyle C=c_{0}+cY}
- C：総消費
- c0：基礎消費 (c0 > 0)
- c：限界消費性向（英語版） (0 < c1 < 1)
- Y：所得

この関数を消費関数、もしくはケインズ型消費関数という。限界消費性向とは「所得が増えた時、それに応じて消費はどれくらい増えるか」を示す値である。例えば所得が１万円増えた時に消費を2000円だけ増やすのであれば、限界消費性向は0.2となる。所得の増分以上に消費を増やすことは通常ないと考えられているため、限界消費性向は0より大きく1より小さい値だとされる。

## 投資
ケインズは総需要の増加は特に投資の増加分によってもたらされると考えた。投資が増えると、投資した金額以上に国民所得は増加する。この考え方を乗数効果という。カーンがもともとは雇用乗数として導入したが、ジョン・メイナード・ケインズがのちに投資乗数として発展させた。
総需要が以下のように表されるとする。
{\displaystyle Y=C+G+I+X-M}
ここで貿易収支（X-M）と政府支出（G）を外生変数（定数）とすると、ΔYは消費(C)と投資(I)の増分によって構成されるので、国民所得の増分をΔYとすると
{\displaystyle \Delta Y=\Delta C+\Delta I}
ここで限界消費性向を c とすると、
{\displaystyle c={\frac {\Delta C}{\Delta Y}}}
これをΔYの式に代入すると
{\displaystyle \Delta Y=c\Delta Y+\Delta I}
これをΔYについて解くと
{\displaystyle \Delta Y={\frac {1}{1-c}}\Delta I}
この 1/1-c は投資乗数、あるいは単に乗数と呼ばれる。これは、総投資が増加したとき、国民所得は投資の増分の乗数倍だけ増加するということを示している。
なお、投資を定数であるとし、単純化のために海外との貿易収支（外生変数）を考えないと仮定すると、総需要は
{\displaystyle Y=C+I+G}
と表される。すなわち
{\displaystyle Y=c_{0}+cY+I+G}
政府支出が増えたとすると国民所得の増分は以下のようになる。
{\displaystyle \Delta Y=\Delta C+\Delta G}
これをΔYについて解くと
{\displaystyle \Delta Y={\frac {1}{1-c}}\Delta G}
これは政府支出乗数と呼ばれる。